# Anisodontea setosa
Anisodontea setosa är en malvaväxtart som först beskrevs av William Henry Harvey, och fick sitt nu gällande namn av D. M. Bates. Anisodontea setosa ingår i släktet rumsmalvor, och familjen malvaväxter. Inga underarter finns listade i Catalogue of Life.